# Misery (canción de The Beatles)
«Misery» es una canción de la banda británica The Beatles perteneciente a su álbum debut  Please Please Me. Fue coescrita por John Lennon y Paul McCartney. Según Lennon, «fue una canción más de John que una de Paul, pero fue compuesta por los dos». McCartney dijo: «No creo que uno haya hecho más trabajo que el otro, fue solo un trabajo combinado». Con una duración de apenas 1:47 minutos, es una de las canciones más cortas que grabó la banda.
En 1963 una versión lanzada por Kenny Lynch de «Misery», fue la primera canción de The Beatles en ser versionada por otro artista.

## Composición
En febrero de 1963, Helen Shapiro era la cantante británica más exitosa (tras haber alcanzado lo más alto de las listas dos años antes a la edad de 14) y The Beatles la acompañaron como parte de su gira nacional en el Reino Unido. El mánager de Shapiro, Norrie Paramor, estaba buscando material nuevo para un álbum country que planeaba grabar en Nashville, Tennessee, y sugirió que The Beatles podrían componer una canción especialmente para ella.
Compuesta originalmente para la cantante inglesa Helen Shapiro, "Misery" se convirtió en algo más delicioso y extraño. La canción es un buen ejemplo de la inventiva de Lennon y McCartney.  
«Misery» fue empezada en los camerinos antes de que The Beatles actuaran en el King's Hall, Stoke-on-Trent, el 26 de enero de 1963, y posteriormente fue completada en la casa de McCartney en Forthlin Road. En ese momento, McCartney comentó: «La llamamos 'Misery', pero no es tan triste como parece, tiene un buen ritmo, y creemos que Helen hará un buen trabajo con ella». Sin embargo, Paramor la consideró inadecuada, y el cantante británico Kenny Lynch, que iba en la misma gira, la grabó en su lugar (HMV Pop 1136), convirtiéndose así en el primer artista en versionar una composición de Lennon—McCartney, aunque su versión no pudo entrar en las listas de éxitos. En 1973, Lynch apareció en la fotografía de la portada del álbum de McCartney, Band on the Run.
Helen Shapiro había protagonizado su propia película llamada It's Trad, Dad (estrenada en el Reino Unido 16 de abril de 1962), dirigida por Richard Lester, que más tarde dirigió las películas de The Beatles A Hard Day's Night y Help!

## Grabación
Cuando The Beatles necesitaron material original para su álbum Please Please Me la grabaron ellos mismos, dándole su propio toque, de acuerdo con el escritor Ian MacDonald, es «un retrato cómico de la auto-compasión de los adolescentes». Fue acreditada a McCartney-Lennon, al igual que todas las composiciones de Lennon y McCartney en el álbum Please Please Me. El crédito fue modificado por el que se convertiría en el más común «Lennon-McCartney» para su segundo álbum, With The Beatles.
La velocidad normal de la grabación multipista del estudio en ese momento era de 15 pps (pulgada por segundo), pero «Misery» fue grabada a 30 pps, debido a que George Martin pretendía añadir personalmente la parte de piano posteriormente, y prefería tocarlo a medio-tempo una octava por debajo.

## Personal
El personal utilizado en la grabación de la canción fue el siguiente:
The Beatles
- John Lennon – voz principal, guitarra acústica (Gibson J-160e).
- Paul McCartney – voz principal, bajo (Höfner 500/1 61´).
- George Harrison – guitarra eléctrica (Gretsch Duo Jet).
- Ringo Starr – batería (Premier Duroplastic Mahoganny).

Otros músicos
- George Martin – piano (Steinway Vertegrand Upright).

Equipo de producción
- George Martin – producción
- Norman Smith – ingeniería de sonido

## Otras versiones
| Año  | Artista              | Álbum             |
| ---- | -------------------- | ----------------- |
| 1963 | Kenny Lynch          |                   |
| 1976 | The Flamin' Groovies | Shake Some Action |
| 1993 | Eva Braun            | Unplugged         |